# Ostéoderme

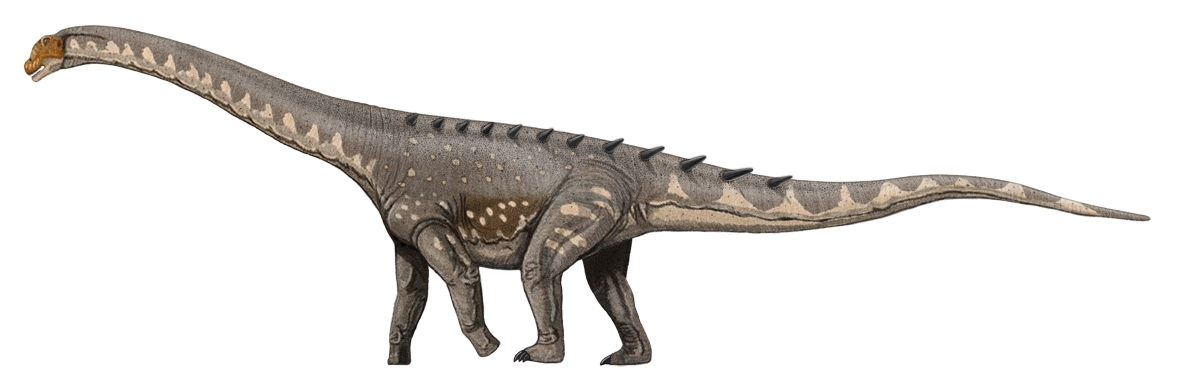
L’Ampelosaurus, un titanosaure « blindé ».

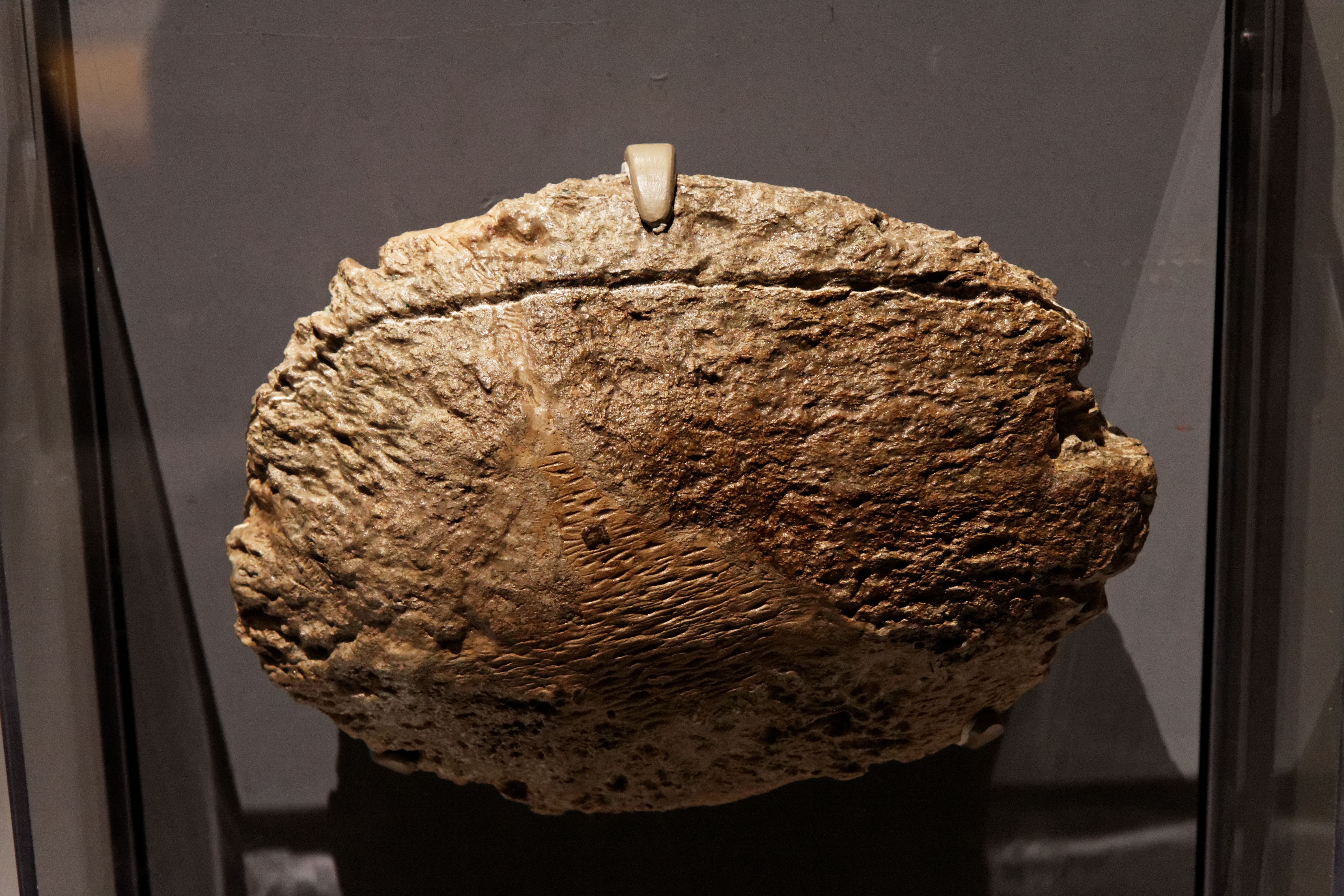
Un osteoderme de titanosaure.

L’ostéoderme est une structure d’écailles, de plaques osseuses ou d'autres compositions dans les couches dermiques de la peau. L'ostéoderme se trouve chez de nombreuses espèces de reptiles vivantes ou éteintes, y compris les lézards, diverses espèces de dinosaures (notamment les ankylosaures et les stégosaures), les crocodiliens, les phytosaures, les aetosaures, les placodontes, et le Nanchangosaurus (reptile marin avec de possibles affinitées avec l’ichthyosaure).
Les ostéodermes sont peu communs chez les mammifères, mais sont présents chez le pangolin et de nombreux xénarthres (glyptodontes, tatous, paresseux terrestres). Les ostéodermes ont nettement évolué indépendamment chez de nombreuses espèces et ces structures variées devraient être considérées comme des analogies anatomiques, mais non comme des homologies, et n'impliquent pas nécessairement de monophylie. En de nombreux cas, les ostéodermes peuvent agir comme une armure défensive.
L'ostéoderme des crocodiles modernes est extrêmement vascularisé et peut fonctionner à la fois comme armure et échangeur de température, permettant à ces imposants reptiles d'élever ou abaisser rapidement leur température corporelle. Une autre de ses fonctions est de neutraliser l'acidose qui peut survenir chez des animaux submergés longtemps, chez qui le dioxyde de carbone tend à s'accumuler dans le sang. Le calcium et la magnésium des ostéodermes relâche dans le circuit sanguin des ions alcalins, qui agissent comme un tampon contre l'acidification des fluides corporels.

## Voir également
- Armure (zoologie)
- Massue (zoologie)
- Scutelle

## Sources
- (en) Cet article est partiellement ou en totalité issu de l’article de Wikipédia en anglais intitulé « Osteoderm » (voir la liste des auteurs).